# Hopea ferruginea
Hopea ferruginea är en tvåhjärtbladig växtart som beskrevs av Parijs. Hopea ferruginea ingår i släktet Hopea och familjen Dipterocarpaceae. Inga underarter finns listade i Catalogue of Life.